# (500471) 2012 TB228
(500471) 2012 TB228 es un asteroide perteneciente al cinturón de asteroides, descubierto el 22 de julio de 1995 por el equipo del Spacewatch desde el Observatorio Nacional de Kitt Peak, Arizona, Estados Unidos.

## Designación y nombre
Designado provisionalmente como 2012 TB228.

## Características orbitales
2012 TB228 está situado a una distancia media del Sol de 3,114 ua, pudiendo alejarse hasta 3,517 ua y acercarse hasta 2,711 ua. Su excentricidad es 0,129 y la inclinación orbital 0,087 grados. Emplea 2007,70 días en completar una órbita alrededor del Sol.

## Características físicas
La magnitud absoluta de 2012 TB228 es 17,1. 